# Patrick Picot
Patrick Picot (Saint-Mandé, 1951. szeptember 22. –) olimpiai bajnok francia párbajtőrvívó, edző, sportvezető. Felesége Király-Picot Hajnalka világbajnok magyar születésű francia párbajtőrvívónő.
1996-tól 2008-ig a francia vívóválogatott szövetségi kapitánya, 2004 és 2008 között a Francia Vívószövetség alelnöke volt.